# Віртуальний скринінг
Віртуальний скринінг — набір процедур, що застосовуються до множини хімічних сполук з метою виявлення серед них тих, що мають потрібні властивості, зокрема, фармакологічні чи ужиткові.